# Baja Baviera
Baja Baviera (en alemán: Niederbayern, pronunciación: /ˈniːdɐˌbaɪ̯ɐn/ⓘ) es un distrito (en alemán, bezirk) del estado alemán de Baviera. Tiene una población estimada, a fines de 2024, de 1 259 204 habitantes.
Al igual que el resto de los distritos de Baviera (tercer nivel municipal), su territorio coincide con la región administrativa (regierungsbezirk) homónima, que depende directamente del Gobierno del estado de Baviera.
El distrito de Baja Baviera se confunde a menudo con el gobierno de Baja Baviera, ya que su jurisdicción regional es idéntica. La diferencia es que el gobierno del distrito, como tercer nivel de autogobierno local, es elegido por el pueblo, está bajo liderazgo político y opera de forma independiente. El gobierno de la regierungsbezirk es una autoridad administrativa estatal dirigida por un funcionario.
El distrito se encuentra en el sureste de Baviera. Limita al norte con Alto Palatinado, al noreste con Bohemia (República Checa), al sureste con Alta Austria y al suroeste con Alta Baviera.
Su capital administrativa es Landshut. Otras ciudades importantes son Passau y Straubing.

## División
El distrito de Baja Baviera se subdivide en tres ciudades independientes (kreisfreie städte) y nueve distritos rurales (landkreise):

### Ciudades independientes
1. Landshut
2. Passau
3. Straubing

### Distritos rurales
1. Deggendorf
2. Dingolfing-Landau
3. Freyung-Grafenau
4. Kelheim
5. Landshut
6. Passau
7. Regen
8. Rottal-Inn
9. Straubing-Bogen

### Principales localidades
- Landshut
- Passau
- Straubing
- Deggendorf
- Dingolfing
- Vilshofen an der Donau
- Kelheim
- Pocking
- Mainburg
- Neustadt an der Donau

## Historia
Hasta la Guerra Bávara de Sucesión al Trono (Bayerischen Erbfolgekrieg) los territorios llamados Innbaiern pertenecían también a la Baja Baviera. La guerra comenzó luego de la muerte del Kurfürst Maximiliano III Jose (1745-1777). Tras su muerte, se extinguió la línea bávara de los Wittelsbacher.

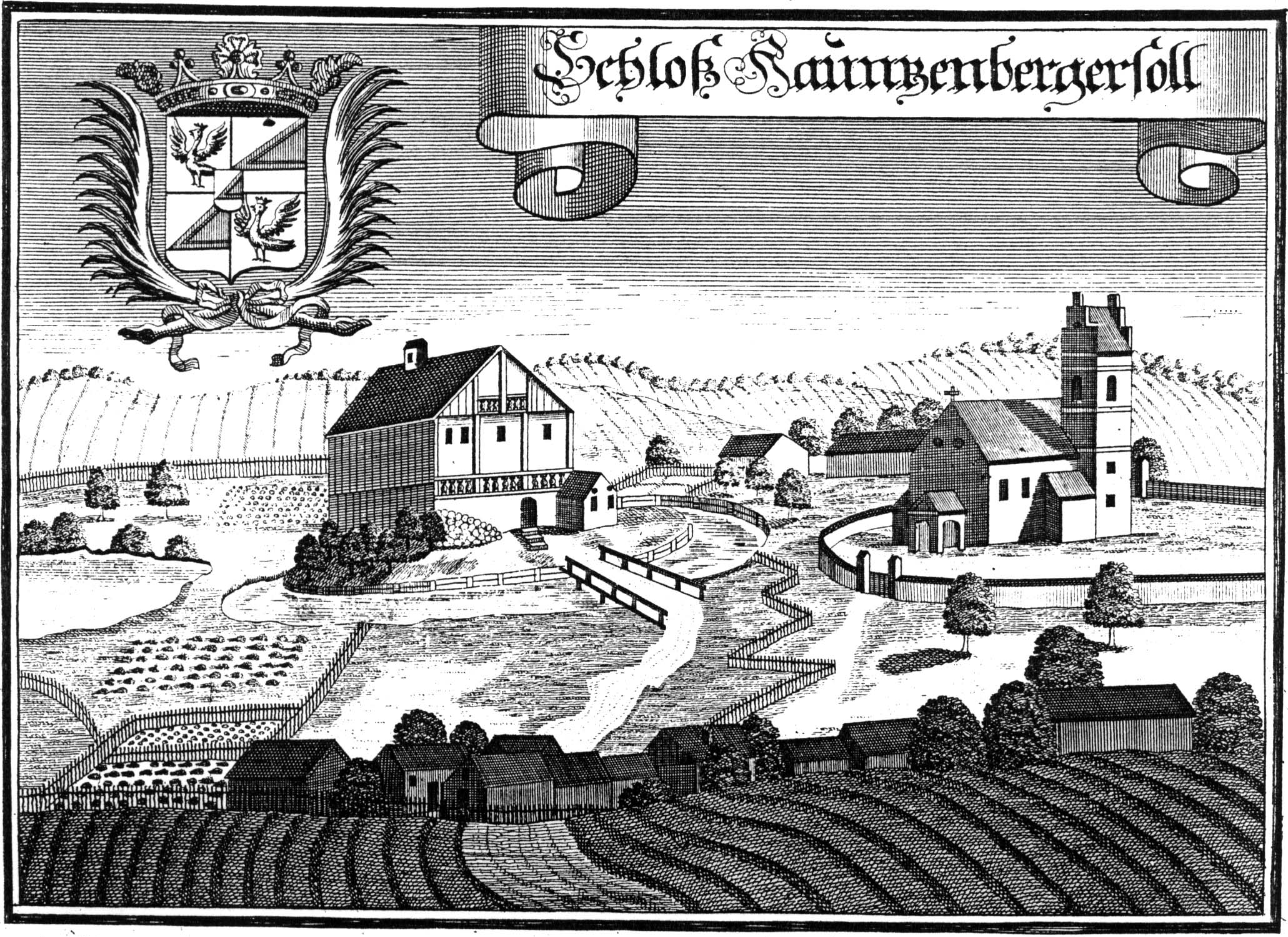
Castillo Wening, en el distrito de Landshut (1700).

Tras las guerras de sucesión por el trono de Landshut el ducado es reintegrado en el estado de Baviera. Varias potencias europeas se pelearon por el derecho a heredar el territorio, entre ellas Austria que deseaba el Ducado Niederbayern. En 1780 se terminó la guerra en la Paz de Teschen y el Innviertel pasó a ser propiedad de Austria. Bajo Napoleón I se volvieron a cambiar los límites de la Baja Baviera, luego de que en el Congreso de Viena en 1814/15 el Innviertel fuera prometido junto a Salzburgo definitivamente a Austria. En los siguientes años, las fronteras de la Baja Baviera se movieron constantemente, hasta que en 1816 finalmente se conformó lo que hoy es, en su mayoría, la Baja Baviera.
Recién en 1837, el rey Luis I de Baviera, gran admirador de Francia, quiso cambiar la división territorial por una más histórica. Entonces, fue el quien salió con la idea de renombrar a los territorios del Unterdonaukreises en Baja Baviera. Con este cambio se regresó a la división original de 1255, la que el duque Enrique XIII decidió para el Ducado Independiente de Baja Baviera. En 1340 se reunieron por corto tiempo todos los territorios, pero ya en 1392 se dividieron nuevamente en tres: en la Alta Baviera surgieron Bayern-Múnich y Bayern-Ingolstadt, en la Baja Baviera Bayern-Landshut. Además, en la Baja Baviera existía un cuarto ducado desde 1349: Bayern-Straubing.
La región actual de la Baja Baviera no es por lo tanto la heredera geográfica de Niederbayern, más bien es una denominación tradicional.
Baja Baviera es hoy en día una de las 23 regiones fronterizas manejadas por la Nomenclatura de las Unidades Territoriales Estadísticas (NUTS) utilizadas por la Unión Europea con fines estadísticos.

## Economía

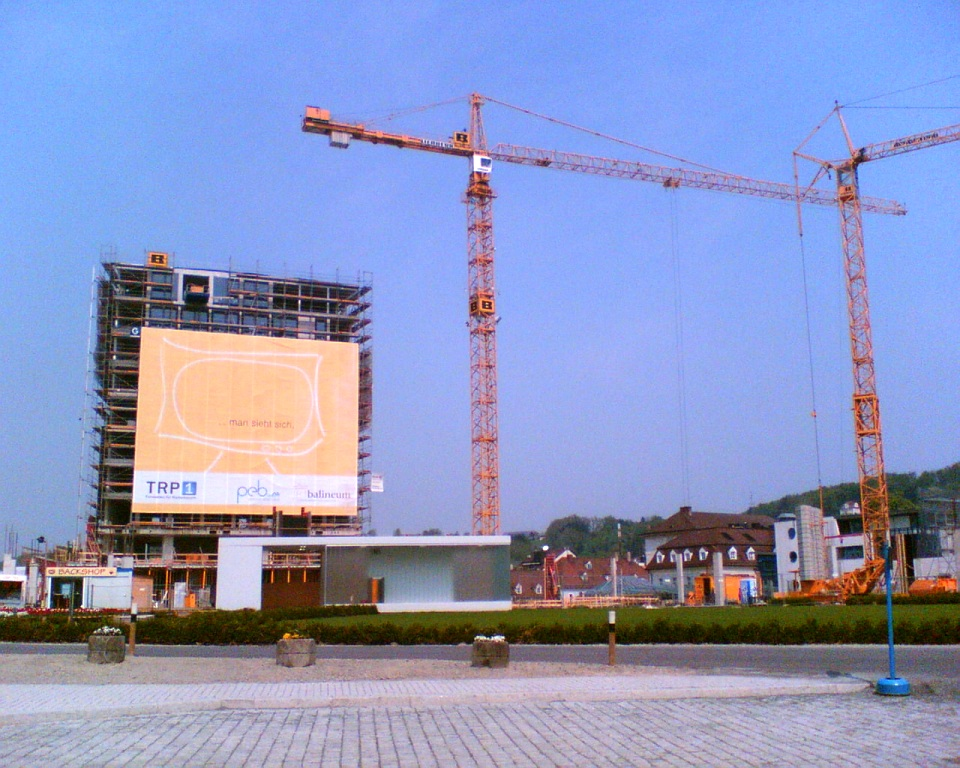
Construcción en el centro de Passau

La Baja Baviera es más que nada una región rural y posee uno de los mayores sembradíos de pepinillos en Europa. Además, tiene un porcentaje alto en el sembrado del lúpulo mundial. La empresa productora de automóviles BMW es el mayor empleador de la región, ya que su fábrica más grande se encuentra en Dingolfing. El mercado laboral varía mucho, en 2006 la tasa de desempleo era de 6 %. La tasa de desempleo dentro de la Baja Baviera varía también de región a región, por ejemplo en el oeste, en Freyung-Grafenau es de 7 % en 2008 mientras que en el este, una región altamente industrial que además se beneficia de la capital, Múnich, es de 5 %.

## Transporte

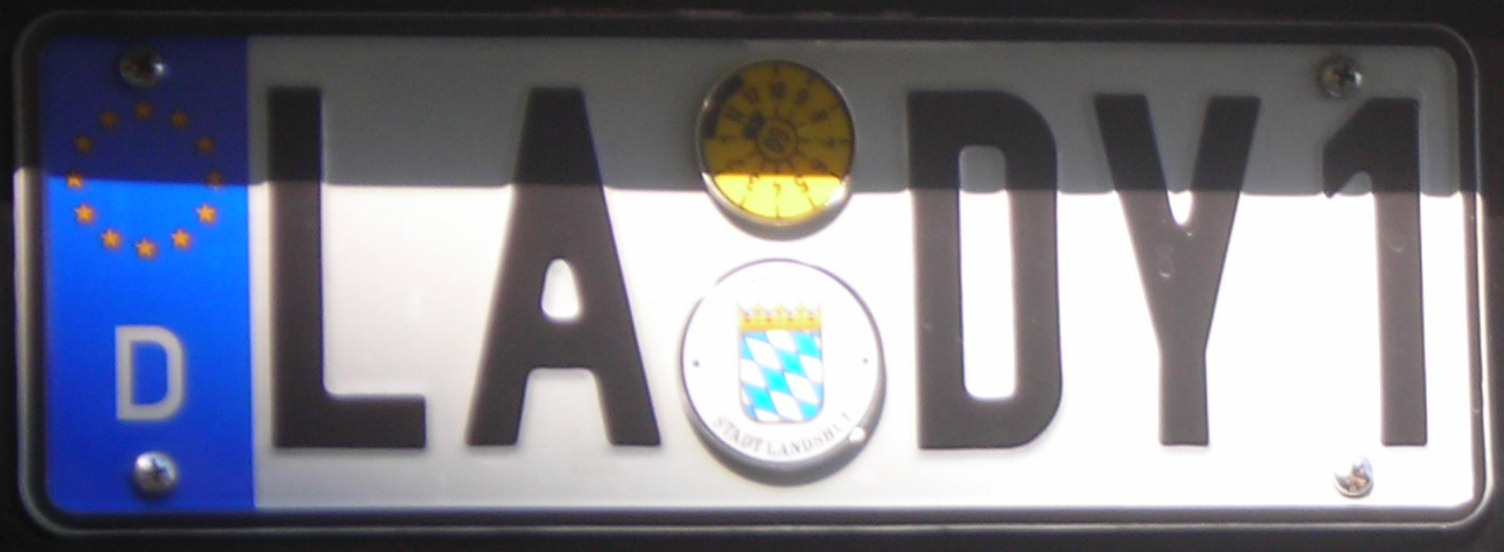
Placa de automóvil en Landshut

El aeropuerto más cercano es el Aeropuerto de Múnich, con conexiones internacionales hacia todo el mundo. Dependiendo de la zona, el aeropuerto de Linz y el de Núremberg se encuentran también muy cerca.
La autopista principal que atraviesa la Baja Baviera es, de norte a sur, la A3. Además el ferrocarril va de Núremberg a Passau.

En dirección oeste-este se encuentra la autopista A92 y la línea de ferrocarril Deggendorf, Dingolfing, Landshut y Múnich.

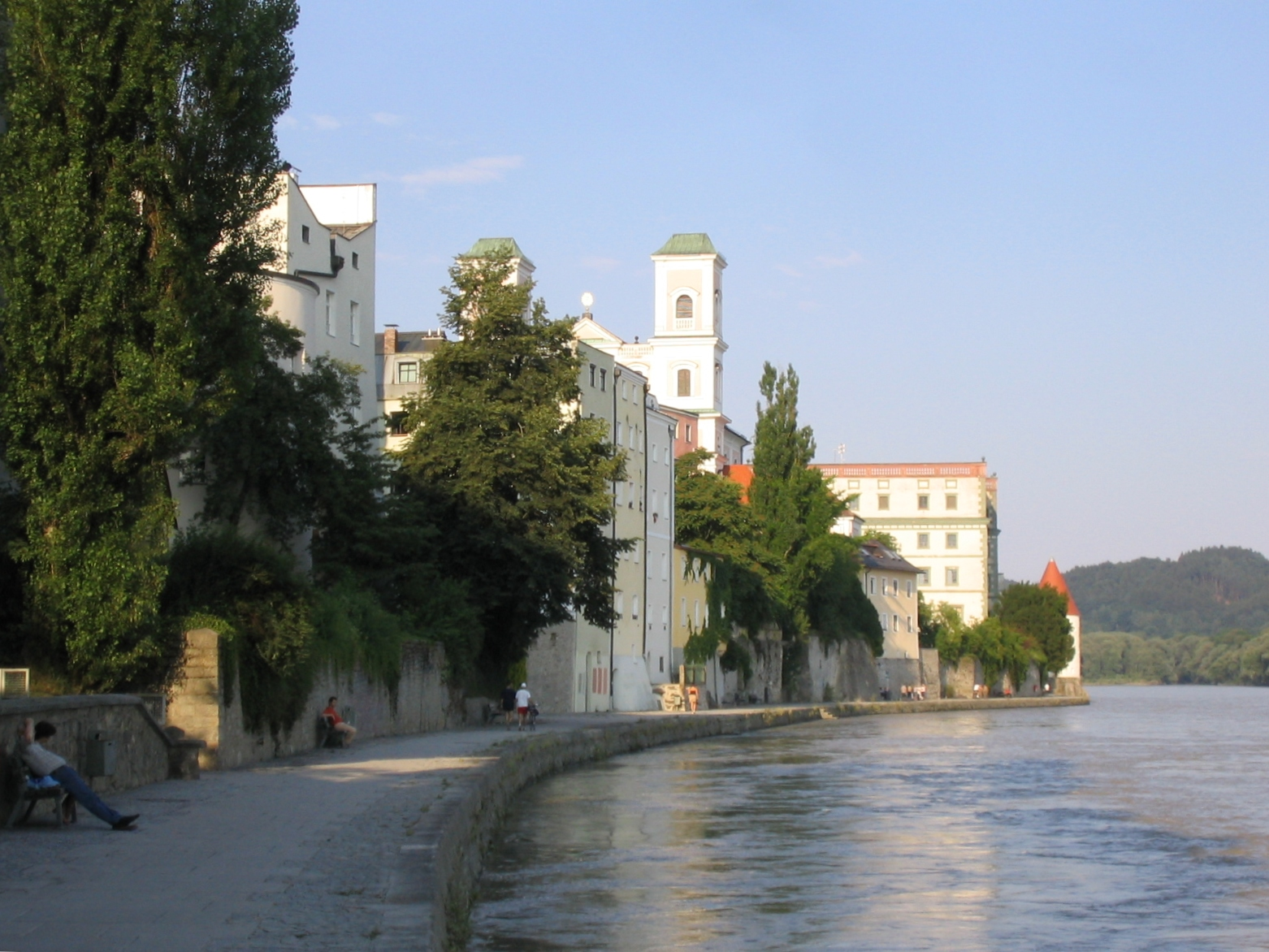
Malecón del río Eno, en Passau

La vía fluvial más importante es el Danubio y el canal Rin-Meno-Danubio. El Danubio tiene también una gran importancia turística, especialmente en Passau. Miles de turistas internacionales llegan cada verano en uno de los famosos cruceros del Danubio a la ciudad, luego continúan hasta Viena, Budapest o inclusive hasta el mar Negro.

## Educación

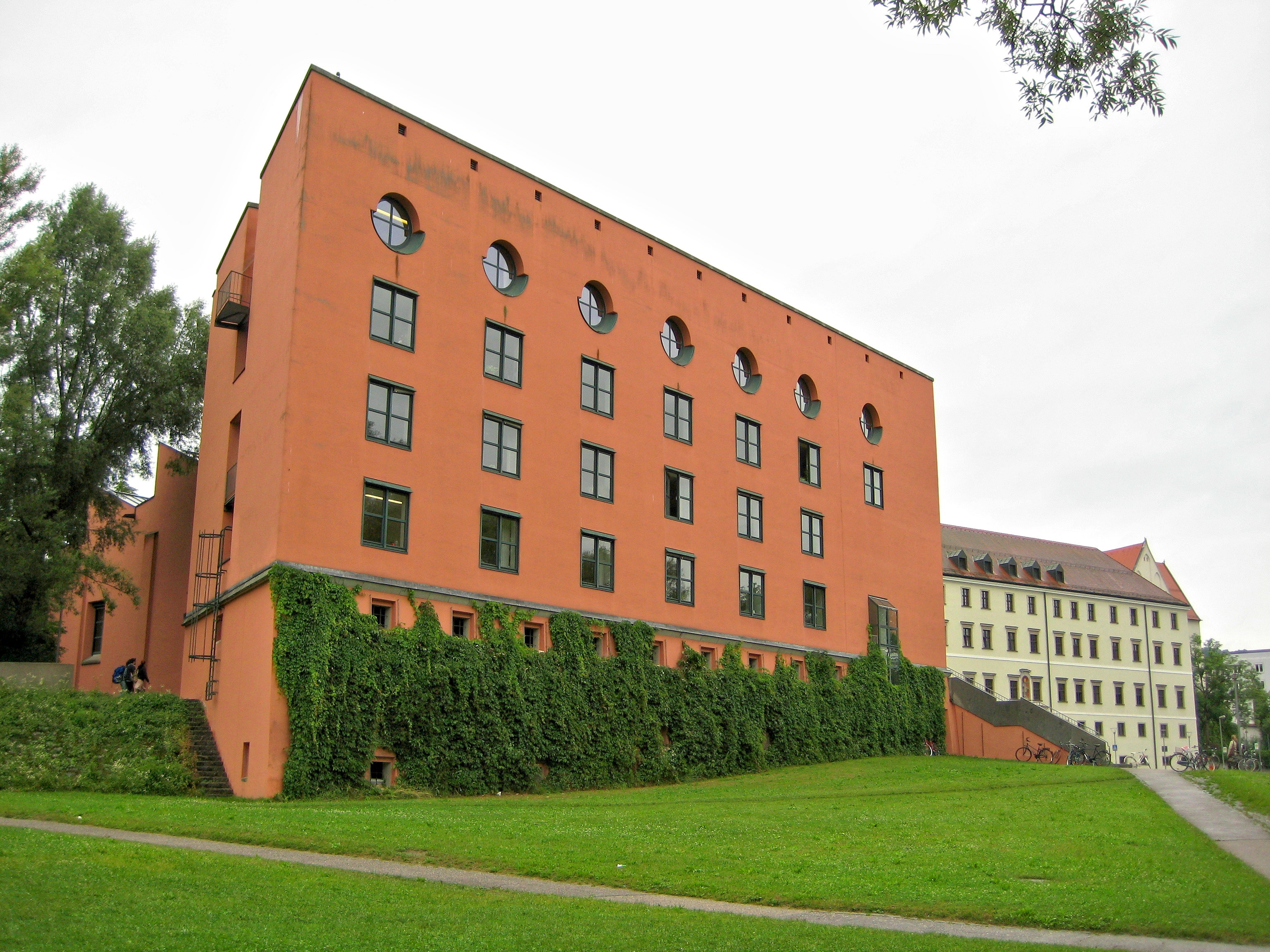
Facultad de Filosofía de la Universidad de Passau

En Baja Baviera existen una universidad y dos universidades de ciencias aplicadas. La Universidad de Passau tiene un perfil internacional con el cual se ha hecho famosa en Europa y la Universidad de Ciencias Aplicadas de Deggendorf ha ganado varios premios por sus innovaciones técnicas.
- Universidad de Passau, fundada en 1978
- Universidad de Ciencias Aplicadas de Deggendorf, fundada en 1994
- Universidad de Ciencias Aplicadas de Landshut, fundada en 1978

Además, existió de 1800 a 1826 una universidad en Landshut, que se trasladó a Múnich convirtiéndose en la actual Ludwig-Maximilians-Universität.

## Política
Baja Baviera, así como Baviera, ha estado gobernada desde su última fundación por la CSU. El presidente de la región es Olaf Heinrich (CSU).